# Mirson Volina
Mirson Volina (sinh ngày 8 tháng 1 năm 1990) là một cầu thủ bóng đá người Albania thi đấu cho FC Breitenrain Bern ở 1. Liga Promotion.